# Dan Johansson
Se även Dan Johansson (speldesigner), född 1977 eller Dan Johansson (nationalekonom), född 1964.
Dan Lennart Johansson, född 29 september 1961 i Vasa församling, Göteborg, är en svensk skådespelare. 
Dan Johansson gick ut Teaterhögskolan i Stockholm 1989. Han har varit verksam på Riksteatern, Stockholms stadsteater, Uppsala stadsteater, Fria Teatern, Boulevardteatern, Oscarsteater, Chinateatern, Krusenstiernska teatern, Pocketteatern, Byteatern Kalmar Länsteater samt medverkat i ett 50-tal TV-produktioner. 

## Filmografi
- 1989 – T. Sventon praktiserande privatdetektiv (TV-serie)
- 1991 – Den goda viljan (TV-serie)
- 1991 – Fasadklättraren
- 1991 – Storstad (TV-serie)
- 1992 – Första kärleken (TV-serie)
- 1993 – Den gråtande ministern (TV-serie)
- 1993 – Var och varannans värld
- 1994 – Den vite riddaren (TV-serie)
- 1995 – Esters testamente (TV-serie)
- 1995–1997 – Snoken (TV-serie)
- 1996 – Rederiet (TV-serie)
- 1997 – Beck – Mannen med ikonerna
- 1997 – Abrakadabra
- 1997 – Irma & Gerd (TV-serie)
- 2000 – Det grovmaskiga nätet (TV-serie)
- 2000 – Herr von Hancken (TV-serie)
- 2000 – Skilda världar (TV-serie)
- 2001 – Bekännelsen
- 2002 – Den förste zigenaren i rymden
- 2002 – Olivia Twist (TV-serie)
- 2005 – Death Academy
- 2005 – Lovisa och Carl Michael
- 2007 – Lögnens pris
- 2009 – Hotell Kantarell (TV-serie)
- 2012 – Hinsehäxan (TV-serie)
- 2012 – Äkta människor (TV-serie)
- 2018 – Den döende detektiven  (TV-serie)
- 2018 – Ted – För kärlekens skull
- 2018 – Morden i Sandhamn (TV-serie)
- 2018 – Uppsalakidnappning
- 2019 – Vår tid är nu (TV-serie)
- 2019 – De dagar som blommorna blommar (TV-serie)
- 2019 – Hitlers dödsdömda svenskar (TV-serie)
- 2021 – Det som göms i snö (TV-serie)

## Teater

### Roller (ej komplett)
| År   | Roll                               | Produktion                                                                | Regi              | Teater                             |
| ---- | ---------------------------------- | ------------------------------------------------------------------------- | ----------------- | ---------------------------------- |
| 1990 | Gustav III                         | En gång där en källa flöt Finn Zetterholm och Pierre Ström                | Jan Tiselius      | Riksteatern                        |
| 1994 | Påven                              | Galileis liv (Leben des Galilei) Bertolt Brecht                           | Itamar Kubovy     | Fria Teatern                       |
| 1998 | Lycko-Per                          | Lycko-Pers resa August Strindberg                                         | Itamar Kubovy     | Fria Teatern                       |
| 1998 | Dogberry                           | Mycket väsen för ingenting (Much Ado About Nothing) William Shakespeare   | Thomas Segerström | Boulevardteatern                   |
| 2000 | Reportern                          | Maken till fruar (Run for Your Wife) Ray Cooney                           | Bo Hermansson     | Oscarsteatern                      |
| 2001 | Pastor Hale                        | Häxjakten (The Crucible) Arthur Miller                                    | Carl Kjellgren    | Unga Riks                          |
| 2002 | Uppassaren/Vissel/Korobkin/Gendarm | Revisorn (Ревизо́р, Revizór) Nikolaj Gogol                                 | Wilhelm Carlsson  | Chinateatern                       |
| 2004 | Frank                              | Elling Ingvar Ambjørnsen och Axel Hellstenius                             | Bo Hermansson     | Vicky Nöjesproduktion/ Riksteatern |
| 2006 | Narren Proba                       | Som ni vill ha det (As you Like it) William Shakespeare                   | Carl Kjellgren    | Uppsala Stadsteater                |
| 2012 | Pastor Holger Jönsson              | Hjälten från Kalmarsund (Der kühne Schwimmer) Franz Arnold och Ernst Bach | Bo Hermansson     | Krusenstiernska teatern            |
| 2022 | Martin                             | Natten är dagens mor Lars Norén                                           | Mattias Nordkvist | Kalmar länsteater                  |